# Friedrich Stoltze

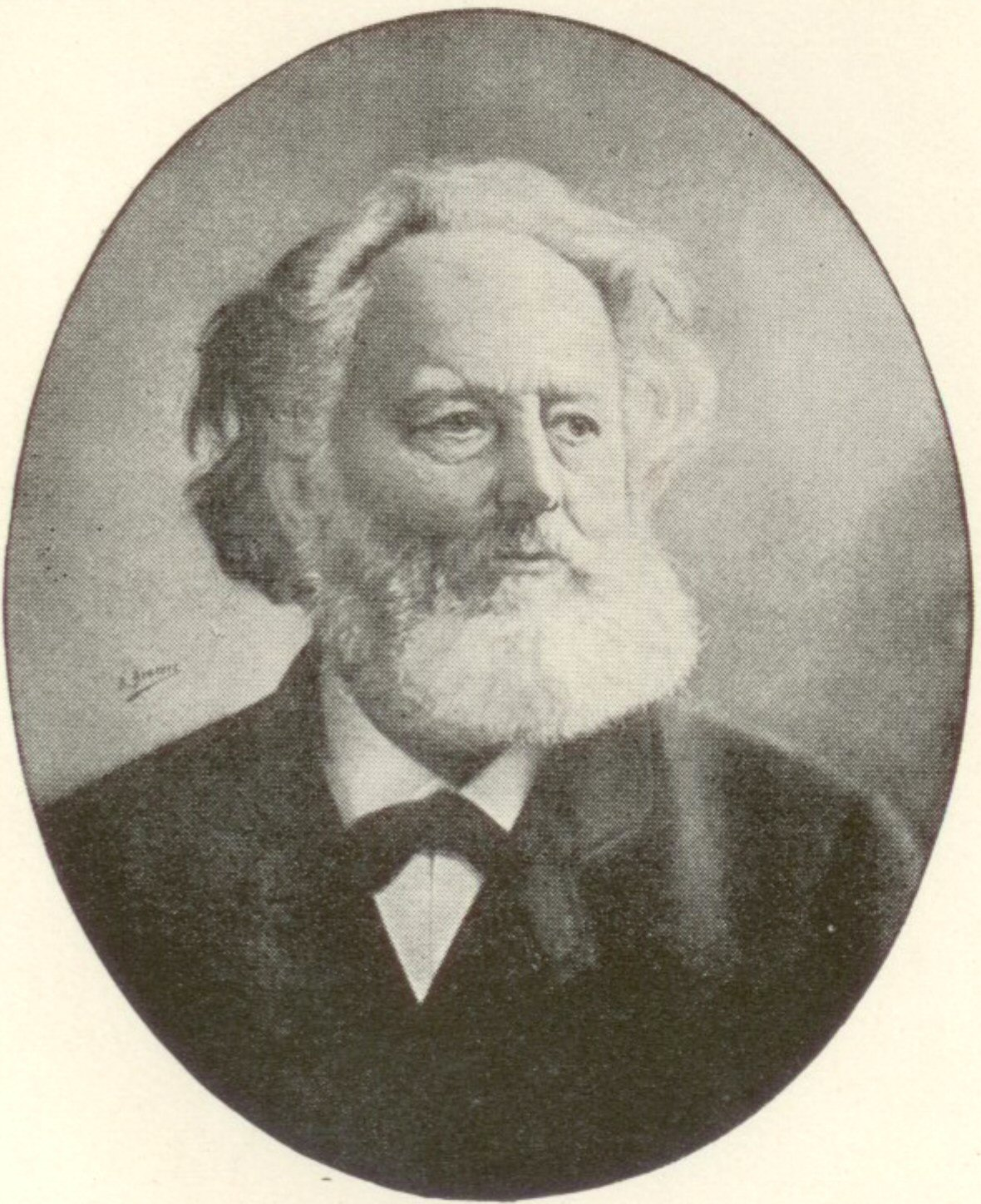
Friedrich Stoltze

Bild mit Signatur im Band 1 der Gedichte, 1865, Folgeauflage

Friedrich Stoltze (* 21. November 1816 in Frankfurt am Main; † 28. März 1891 ebenda) war ein deutscher Dichter und Schriftsteller. Er war Journalist und Verleger in Frankfurt am Main und setzte sich zeit seines Lebens publizistisch für die nationale Einigung Deutschlands sowie für ein demokratisches und republikanisches Staatswesen ein. Obwohl der größte Teil seines Werkes aus politischen Schriften besteht, ist er in der Öffentlichkeit seiner Heimatstadt vor allem durch seine Gedichte in Frankfurter Mundart in Erinnerung. Stoltzes Hauptwerk ist die satirische Wochenzeitschrift Frankfurter Latern, die er von 1860 bis zu seinem Tod herausgab.

## Leben und Wirken

### Elternhaus

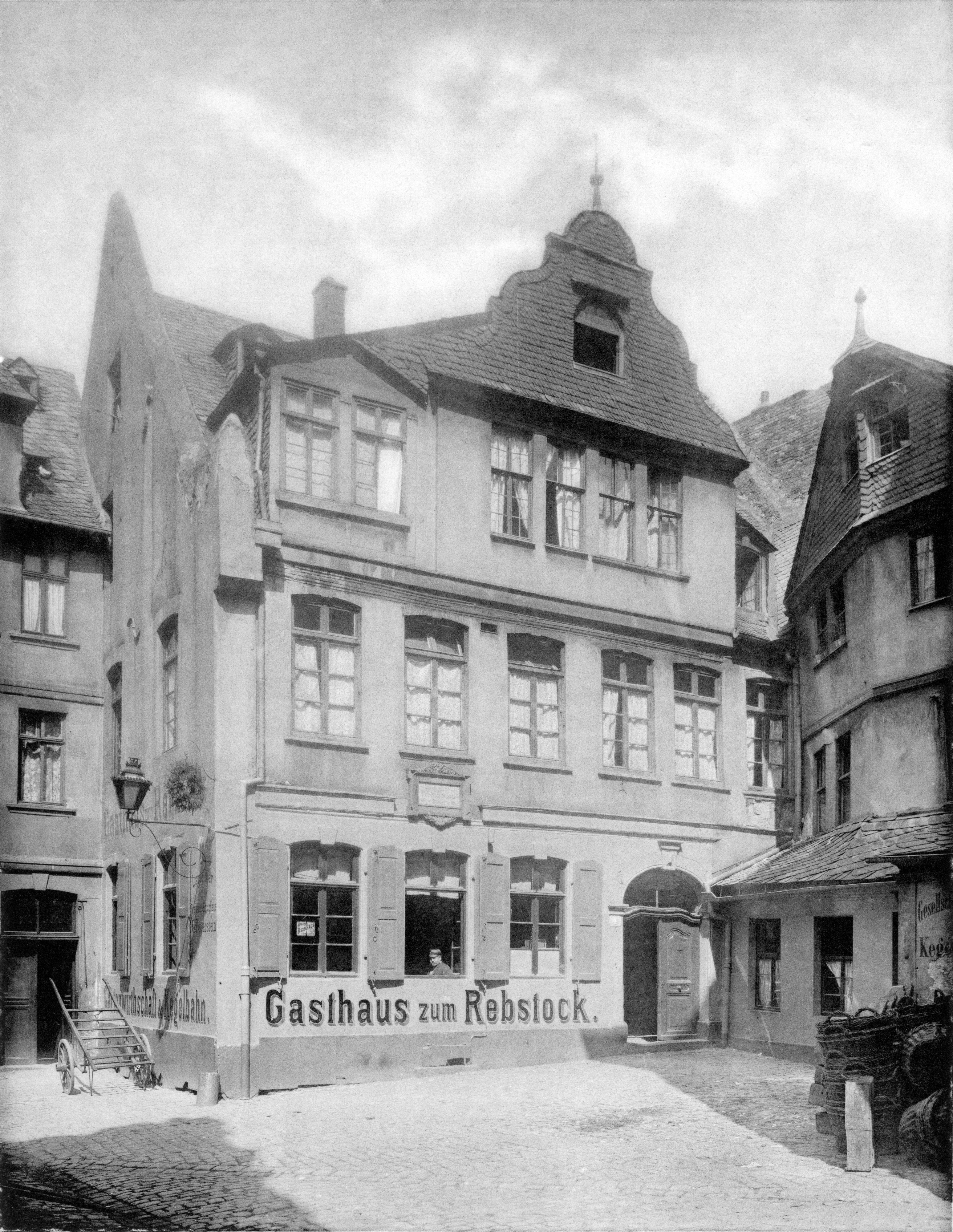
Das Geburtshaus von Friedrich Stoltze, Im Rebstock 4, um 1897
(Fotografie von Carl Friedrich Fay)

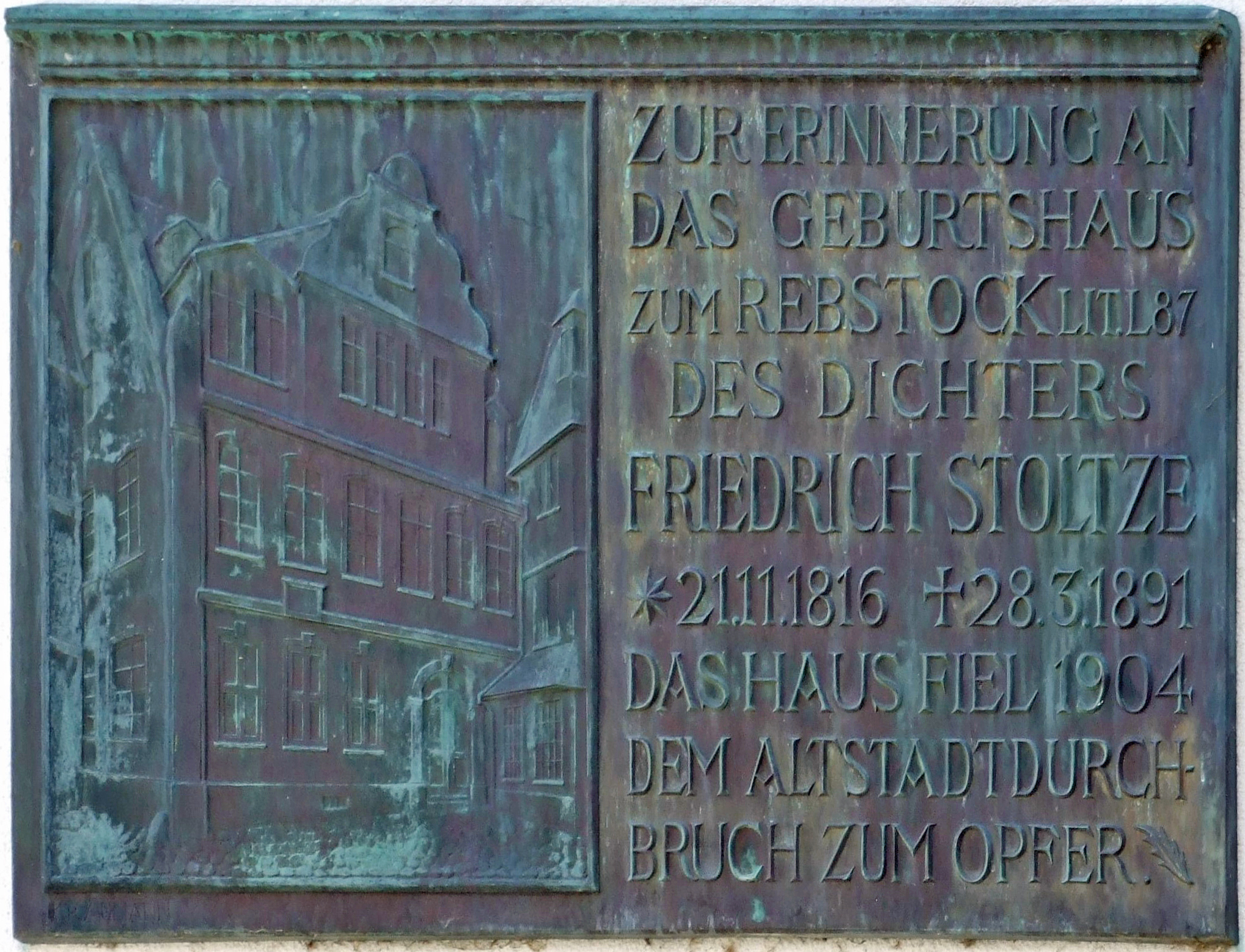
Gedenktafel in der Braubachstraße

Stoltzes Vater war der Gastwirt Friedrich Christian Stoltze (1783–1833). Er stammte aus Hörle im Fürstentum Waldeck und kam 1800 nach Frankfurt am Main, wo er zunächst als Kellner im Württemberger Hof arbeitete. Im März 1808 erwarb er das Frankfurter Bürgerrecht und heiratete im Juni desselben Jahres die Bürgerstochter Anna Maria Rottmann (1789–1868). Seine Großeltern väterlicherseits stammten aus Welda. Zunächst noch im Geschäft seines Schwiegervaters tätig, der das Gasthaus Zur goldenen Spitze in der Mausgasse führte, wurde er 1813 Pächter des Gasthofs Zum Rebstock zu Füßen des Domturms. Es galt als Treffpunkt liberal gesinnter Bürger.
Im nordöstlichen der insgesamt elf eigenständigen Häuser der Hofanlage am Südende der Kruggasse, dem Haus Im Rebstock 4, erblickte Friedrich Stoltze 1816 als das siebte Kind seiner Eltern das Licht der Welt. An den Abbruch seines Geburtshauses 1904 zugunsten des Baus der Braubachstraße erinnert seit 1934 eine Gedenktafel am ehemaligen Hauptzollamt und heutigen Haus am Dom.
Von Friedrichs älteren Geschwistern starben vier Brüder bereits kurz nach der Geburt, seine Schwester Sabine 1819 mit neun Jahren. Zu seiner älteren Schwester Annett (1813–1840) entwickelte er eine innige Beziehung. Besonders prägte ihn sein Großvater Friedrich Rottmann, der aus Neckarbischofsheim nach Frankfurt gekommen war und sich dort zu einem Frankfurter Patrioten entwickelt hatte. In seiner Erzählung Von Frankfurts Macht und Größe setzte Friedrich Stoltze ihm ein literarisches Denkmal: „Wenn aaner die größte Sticker uff sei Vatterstadt gehalte hat, so ist des mei Großvatter gewese ... Un von all dene Geschichte un weise Lehre kimmt's aach her, daß ich so e gelunge Frankforter Kind warn bin un Leib un Lewe uff mei Vatterstadt halt.“
Stoltze erhielt eine gute Erziehung, unter anderem durch seinen Privatlehrer Friedrich Karl Ludwig Textor, einen Cousin Johann Wolfgang Goethes. Dessen 1794 entstandenes Lustspiel Der Prorector gilt als frühestes erhaltenes Theaterstück in Frankfurter Mundart. Später schrieb Stoltze, dass er sich in der Familie zur mundartsprechenden Frankfurter Fraktion rechnete, bestehend aus seiner Mutter und ihm, während die Waldecker Fraktion, sein Vater und seine Schwester, Hochdeutsch sprachen.
Einen großen Einfluss übte auf Stoltze der aufgeklärte Pfarrer und Schulreformer Anton Kirchner aus, der ihn in der Katharinenkirche getauft hatte und ihn 1830 als Konfirmanden unterrichtete. In jenem Jahr entstanden Stoltzes Geistliche Gedichte und die ersten Naturgedichte, die unter dem Einfluss der Jugendpoesie Goethes standen.
Weniger gut verstand er sich mit dem streng pietistischen Rektor Johann Theodor Vömel, der zu dieser Zeit das Städtische Gymnasium leitete, welches Stoltze laut den Schülerverzeichnissen 1828 bis 1831 besuchte. Seine Naturgedichte tat Vömel als „Abscheuliche Spinozerei“ ab, woraufhin sein Vater ihm alle weiteren poetischen Versuche untersagte.
Schon früh lernte Stoltze die liberalen und demokratischen Bewegungen des Vormärz kennen. Der Rebstock wurde um 1830 zur Zuflucht für Exilpolen. Miterlebte Hausdurchsuchungen und Verhaftungen prägten den jungen Friedrich Stoltze. Später schrieb er dazu: „Das Gasthaus zum Rewestock stand in kääner ganz besonnere Gnad bei unsere allerhöchste republikanische Herrschafte un meim Vatter sei Name stand mit rother Dinte un hinne un vorne e blau Notabene im schwarze Bollizeibuch. Des Gasthaus zum Rewestock war nämlich ää von de Hauptkneipe der damalige Frankfurter Demagoge.“
Sein Vater nahm ihn 1832 zum Hambacher Fest mit, wo er Ludwig Börne hörte und ihm persönlich begegnete. Dessen liberale Gedanken beeinflussten ihn dauerhaft. Stoltzes Schwester Annett wurde nach dem Frankfurter Wachensturm vom 3. April 1833 wegen der Teilnahme am Begräbnis eines gefallenen Aufständischen und demagogischer Umtriebe zu einer Geldbuße und wegen versuchter Gefangenenbefreiung des inhaftierten Burschenschafters Heinrich Eimer zu einer vierwöchigen Haftstrafe verurteilt, die sie jedoch erst nach der Entbindung von ihrem unehelichen Sohn Friedrich Philipp am 12. Dezember 1834 antreten musste.

### Dichter und Schriftsteller

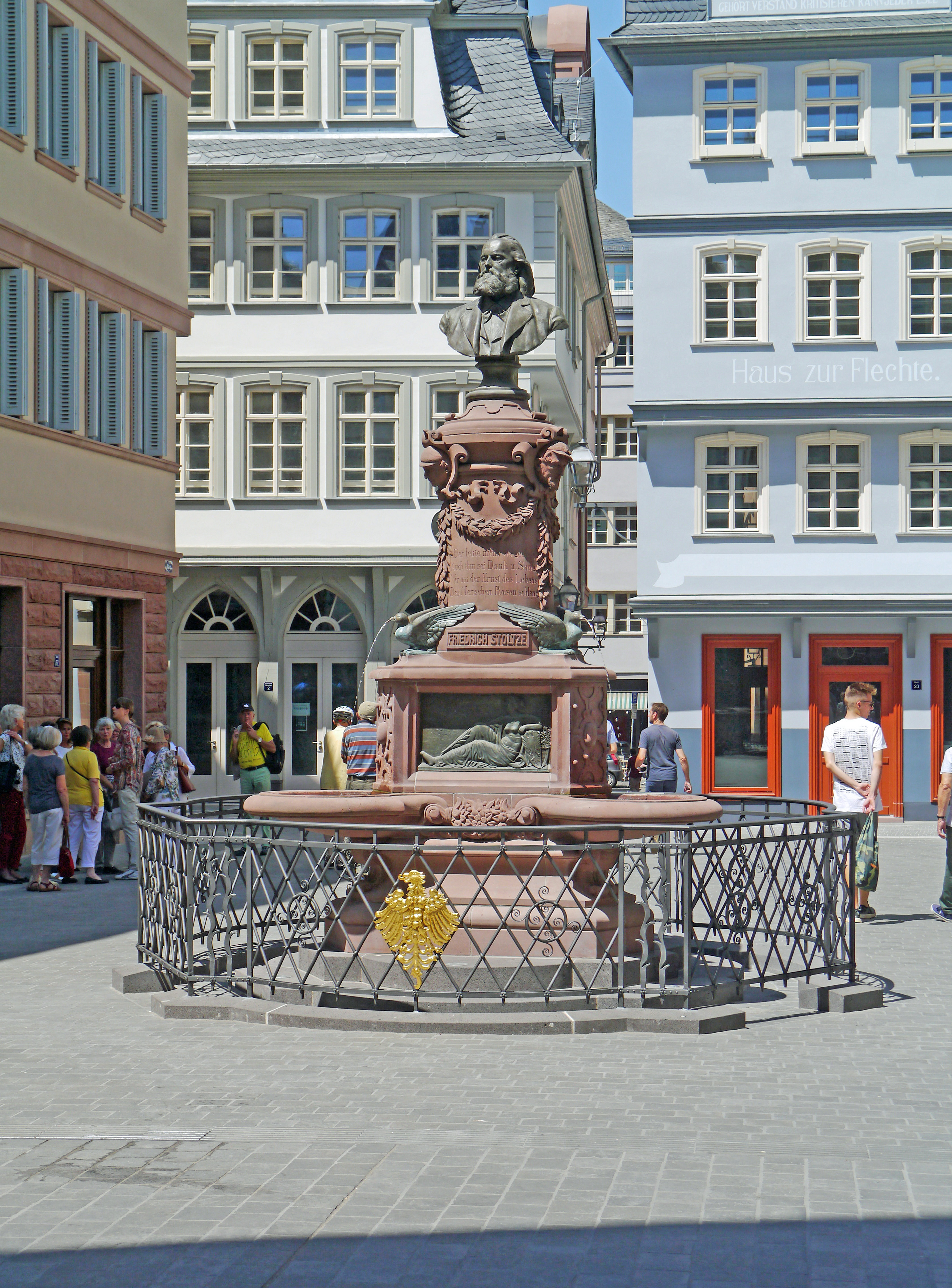
Das Stoltze-Denkmal steht seit 2018 wieder auf seinem angestammten Platz am Hühnermarkt in der Neuen Altstadt.

Stoltze sollte zunächst einen kaufmännischen Beruf lernen und war 1831 zu dem Frankfurter Kaufmann Georg Conrad Melchin in die Lehre gekommen, der sein Kontor im Haus zum rothen Männchen  in der Mainzergasse führte. Im selben Haus wohnte Marianne von Willemer, die sein poetisches Talent förderte und ihn bewegen wollte, die ungeliebte Lehre aufzugeben. Nach dem Tod seines Vaters im November 1833 wurde Stoltze zwar frei in seinen Entscheidungen, allerdings verschlechterten sich die finanziellen Verhältnisse der Familie. Seine Mutter konnte die Gastwirtschaft und den damit verbundenen Mineralwasserhandel nur noch kurze Zeit halten. 1834 verpachtete sie den Rebstock und zog Anfang 1837 mit ihren Kindern zunächst in die Schnurgasse, später nach Bornheim.
Friedrich setzte seine unterbrochene Kaufmannsausbildung von 1838 bis 1840 in Paris und Lyon fort. Sein 1838 in Lyon entstandenes Bundeslied der Deutschen in Lyon wurde von Felix Mendelssohn Bartholdy vertont. Nach seiner Rückkehr nach Frankfurt 1841 erschien sein erster Gedichtband. Unterstützung fand Stoltze beim Frankfurter Kaufmann Marquard Georg Seufferheld, der ihm nicht nur den Frankreichaufenthalt, sondern auch die Buchveröffentlichung ermöglichte und ihn zeitweise als Privatsekretär und Hauslehrer seiner Enkel beschäftigte. Seufferheld wollte das pädagogische Konzept des Kindergartens in Frankfurt einführen und schickte Stoltze deshalb im Januar 1843 für zwei Jahre zum Studium zu Friedrich Fröbel nach Bad Blankenburg und Keilhau. Allen Beteiligten wurde schnell klar, dass sich der angehende Literat Friedrich Stoltze nicht zum Erzieher eignete. Das beabsichtigte Studium in Jena nahm er nicht auf.
Aus seinem 1837 begonnenen Liebesverhältnis mit der Frankfurter Bürgerstochter Maria Christina Retting (1816–1843) entstammte sein 1842 in Mainz unehelich geborener Sohn Carl Adolph Retting. Das Kind wurde heimlich geboren und wuchs bei Pflegeeltern in Enkheim auf, weil Christinas Vater die Verbindung mit dem demokratisch gesinnten Dichter strikt ablehnte. Maria Christina Retting, die er schwärmerisch Lyda nannte, starb am 21. August 1843 in Frankfurt, während Stoltze in Blankenburg war. „Wie bleich sind nun die Sterne, Wie meine Augen trüb'! Es ist in weiter Ferne Gestorben mir mein Lieb“, schrieb Stoltze. Nach dem Tod seiner Mutter kam Carl Adolph zu seiner Großmutter Anna Maria in Pflege. Erst 1864 konnte Adolf, wie er genannt wurde, mit Zustimmung seines Vaters den Nachnamen Stoltze annehmen. Unter diesem Namen wurde er ein bekannter Theaterdichter.
Nach seiner Rückkehr nach Frankfurt 1845 wurde Stoltze zeitweise Sekretär des Frankfurter Bankiers Amschel Mayer von Rothschild. In Gedichten und Texten hat Stoltze später die Großzügigkeit und Wohltätigkeit des Bankiers für seine Heimatstadt gerühmt. Als Gelegenheitsdichter für die gehobene Frankfurter Gesellschaft hatte Stoltze Zugang zu einflussreichen Kreisen, die ihn in der Öffentlichkeit bekannt machten und ihm Einnahmen verschafften, unter anderem als Theaterlibrettist. 1845 lernte er im Katholischen Montagskränzchen, einem deutschkatholischen Zirkel, die Steindeckertochter Marie Messenzehl (* 23. Juni 1826; † 4. August 1884) kennen, die er Mary nannte. Am 31. August 1846 wurde ihr unehelicher Sohn Friedrich Richard geboren, der allerdings noch im selben Jahr verstarb. Am 16. April 1848 kam der zweite Sohn Heinrich zur Welt. Am 15. November 1848 erwarb er das Frankfurter Bürgerrecht, das ein bestimmtes Vermögen voraussetzte.
Als das Paar am 10. April 1849 in der Katharinenkirche heiratete, war Mary zum dritten Mal schwanger. Die Trauung war die erste mit dem Segen der evangelischen Kirche geschlossene Mischehe in Frankfurt. Stoltze schrieb dazu später spöttisch: „Ein Pfarrer hat uns zwar getraut, Doch luth'risch-diabolisch, Und Gott war nicht davon erbaut, Denn Gott ist streng katholisch. Und was mich ganz besonders beugt, Denn es verdiente Hiebe:  Die Kinder all, die wir erzeugt, Sind Kinder, ach, der Liebe!“ Bis 1861 bekam das Paar 11 Kinder, von denen vier als Kleinkinder starben.
An der Deutschen Revolution 1848 und der Frankfurter Nationalversammlung nahm er lebhaften Anteil. Am 18. September 1848 kam es zu den Septemberunruhen, bei denen die Abgeordneten Felix von Lichnowsky und Hans von Auerswald vor dem Friedberger Tor von Aufständischen ermordet wurden. Nach schweren Barrikadenkämpfen wurde der Ausnahmezustand verhängt. Einen Tag später verhaftete ein Wachposten an der Konstablerwache Stoltze und den ihn begleitenden Komponisten Heinrich Neeb. Die beiden hatten sich wegen ihrer Turnerhüte verdächtig gemacht. Erst nach einem polizeilichen Verhör kamen die beiden wieder auf freien Fuß.
Das Scheitern der Reichsverfassung und der Kaiserdeputation im April 1849 wurde für Stoltze zu einer schweren Enttäuschung. Nach dem Ausbruch des Aufstandes in der Pfalz folgte er seinem Freund und späteren Partner Ernst Schalck als Freischärler nach Kirchheimbolanden, um sich literarisch weiter für die Revolution einzusetzen. Ergebnisse des Freischärlerlebens waren ein im Selbstverlag erschienenes dünnes Heftchen mit Freiheitsliedern und die ebenfalls 1849 erschienenen Skizzen aus der Pfalz, für die Stoltze die Texte und Schalck die Illustrationen beigesteuert hatte.
Im Sommer 1849 kehrte Stoltze nach Frankfurt zurück. Haupteinnahmequelle für den jungen Familienvater waren zunächst Gelegenheits- und Auftragsgedichte. Sein Plan, eine eigene Zeitung zu gründen, ließ sich jedoch zunächst nicht verwirklichen, und auch die Herausgabe seiner inzwischen zahlreichen Gedichte verzögerte sich. Als Nicolaus Hadermann im Dezember 1849 das Volksblatt für Rhein und Main gründete, wurde Stoltze bald ein eifriger Mitarbeiter. 1853 übernahm Stoltze für den wegen „Preßvergehens“ verfolgten Hadermann die Redaktion von vier Ausgaben des Volksblattes für Rhein und Main und geriet damit selbst in den Fokus der Zensurbehörden. Ende 1850 bereitete Stoltze zusammen mit dem Verleger Karl Knatz die Herausgabe eines Frankfurter Sonntagsblattes vor, von dem jedoch nur eine einzige Nummer (am 1. Januar 1851) erschien.
Da der restaurative Zeitgeist den Aufbau einer politischen Zeitung behinderte, verlegte sich Stoltze auf seine humoristischen und mundartlichen Fähigkeiten. In der Fastnachtszeit 1852, am 3. Februar, veröffentlichte er die erste Ausgabe seiner Frankfurter Krebbel- und Warme-Broedscher Zeitung. Gleich am ersten Tag wurden 10.000 Exemplare verkauft, das Stück zu 12 Kreuzer.
Bis 1879 erschienen in unregelmäßigen Abständen insgesamt 44 Nummern, hauptsächlich mit humorvollen Geschichten und kleineren Beiträgen zum Zeitgeschehen in der Freien Stadt Frankfurt und in Deutschland. Die Frankfurter Behörden zeigten sich dabei tolerant. Im benachbarten Großherzogtum Hessen wurde er allerdings wegen seiner literarischen Angriffe auf den Offenbacher Kreisrat steckbrieflich gesucht wurde, so dass er sechs Jahre lang nur innerhalb der Grenzen der Freien Stadt Frankfurt sicher war. 1859 entging er bei einem Kuraufenthalt im nassauischen Königstein im Taunus nur knapp der Verhaftung, da zwischen Nassau und Hessen ein Auslieferungsabkommen bestand. In seiner Erzählung Die Flucht von Königstein beschrieb er diesen Vorfall. Ehefrau Marie erreichte 1860 eine Amnestie durch Großherzog Ludwig IV. für ihren Mann.

### Die Frankfurter Latern

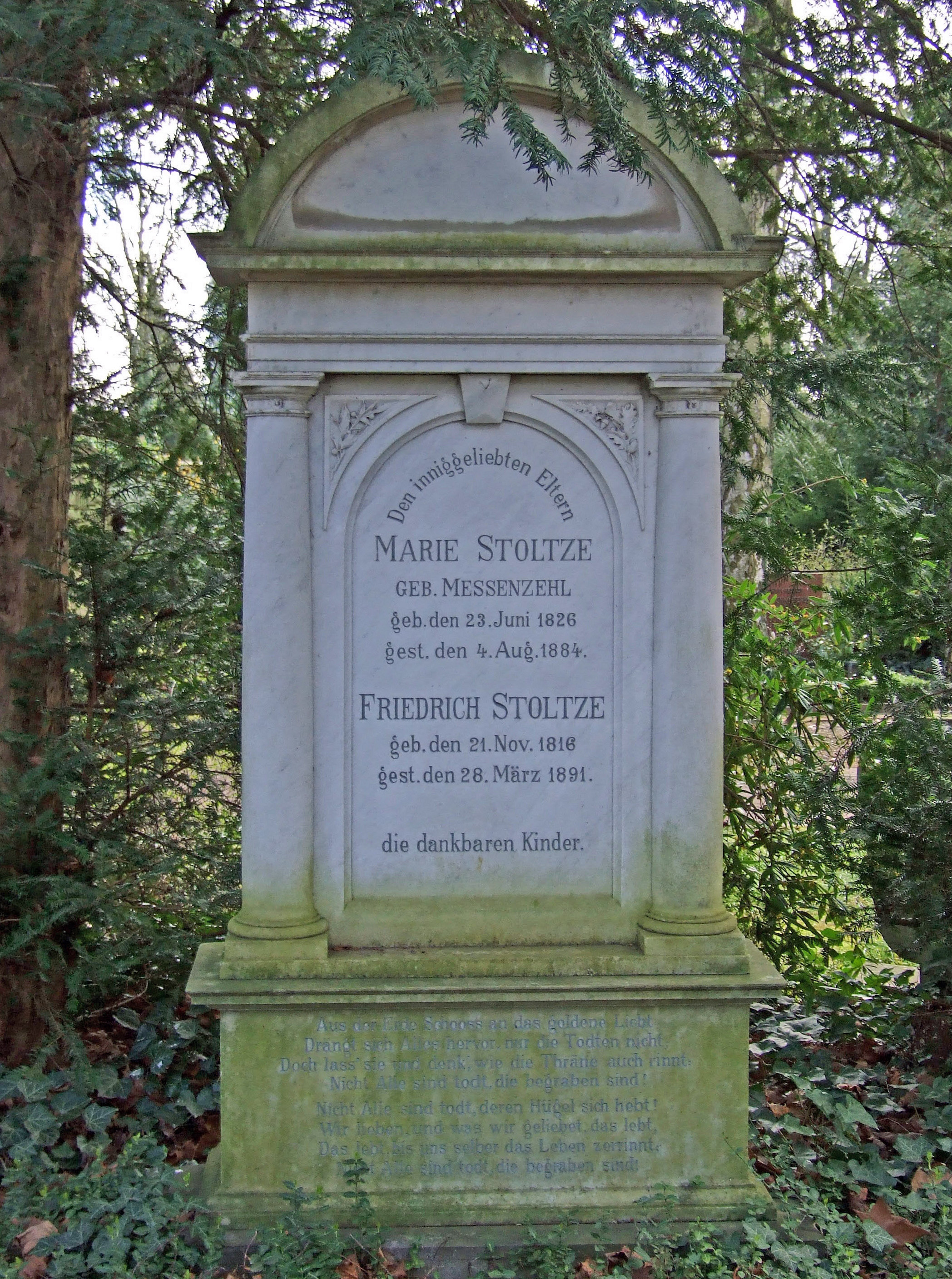
Familiengrabstätte von Friedrich Stoltze auf dem Hauptfriedhof, Gewann J 306

Gedichte in Frankfurter Mundart, Band 1 und 2, Originalausgaben

1860 gründete er nach dem Vorbild des Berliner Kladderadatsch die freiheitlich-demokratisch orientierte Wochenzeitung Frankfurter Latern. In seinen satirischen Texten, die von Schalck, Albert Hendschel, Karl Ettling und vielen namenlos gebliebenen Zeichnern illustriert wurden, nahm er das aktuelle Geschehen aufs Korn und verschonte auch hochgestellte Persönlichkeiten wie Politiker, Monarchen und Geistliche nicht. Hauptzielscheibe der Latern war Otto von Bismarck. Mehrfach wurde Stoltze wegen „Preßvergehens“ und „Bismarckbeleidigung“ zu Geldstrafen verurteilt. Nach Bismarcks Rücktritt im März 1890 verfasste Friedrich Stoltze nachfolgendes Gedicht:
„Am 18. März 1890
Er war ein großer Mann und Geist,
Es strahlt sein Ruhm im hellsten Lichte
Und wie die Gegenwart ihn preist,
Wird preisen ihn die Weltgeschichte.
[...]
In Einem nur da ging er fehl,
Und ohne Das ist kein Gedeihen;
Ich sag' es offen, ohne Hehl,
Und möge es ihm Gott verzeihen.
Ich seh' ihn scheiden ohne Schmerz,
Ließ er auch Deutschland neu erstehen:
Er hatte für das Volk kein Herz
Und ließ die Freiheit betteln gehen.“
Frankfurter Latern 12/1890
Typisch für die Latern waren die Hampelmanniaden, Geschichten um den typischen Frankfurter Kleinbürger Herrn Hampelmann, und die Dialoge zwischen Millerche und dem Berjerkapitän. Alle diese Figuren waren den Lustspielen von Carl Malß entnommen.
Die Latern erreichte Auflagen bis zu 30.000 Exemplaren, wurde aber außerhalb Frankfurts wegen ihrer häufig antipreußischen Haltung von der Zensur verfolgt. Einen Tag, bevor die preußische Mainarmee  im Deutschen Krieg die Stadt am 16. Juli 1866 besetzte, musste Stoltze aus Frankfurt fliehen und für drei Monate ins Exil gehen. Sein Redaktionsbüro in der Großen Eschenheimer Straße 43 wurde am 21. Juli 1866 durchsucht und Teile seiner Manuskripte und Holzschnitte auf Nimmerwiedersehen beschlagnahmt. Stoltzes Frankfurter Latern wurde für fünf Jahre verboten. Nach Aufenthalten im liberalen Stuttgart und der Schweiz konnte er nach einer vom preußischen König Wilhelm erlassenen Amnestie wieder in seine Heimatstadt zurückkehren.
Bereits am 1. Januar 1867 nahm er die Arbeit mit seiner neuen Zeitung Der wahre Jacob wieder auf. Sein bereits aus der Latern bekanntes fiktives Personal behielt er bei: Herrn Hampelmann, Millerche und Berjerkapitän legt Stoltze die kritischen Texte in den Mund. Ab 30. Juli erschien Der wahre Jacob mit dem Untertitel Ridentem dicere verum („Lächelnd die Wahrheit sagen“), doch konnten innerhalb von fünf Jahren nur 32 Ausgaben die preußische Zensur passieren. Unterstützung erfuhr Stoltze von den preußenkritischen Bürgern Frankfurts, die vorher bereits die Frankfurter Latern abonniert hatten und nun den Wahren Jacob kauften.
Erst nach der Gründung des Deutschen Reiches und dem Frieden von Frankfurt 1871 verbesserte sich Stoltzes Situation. Ab 1. Januar 1872 konnte Die Frankfurter Latern wieder regelmäßig bis zu seinem Tod erscheinen. Trotzdem geriet er immer wieder in Konflikte mit der Zensurbehörde. Politisch trat Stoltze zeit seines Lebens für die nationale Einheit Deutschlands, bürgerliche Rechte und Freiheiten, für Demokratie und eine republikanische Staatsform ein. Jede Zensurmaßnahme adelte seine gesellschaftlichen und politischen Äußerungen und brachte ihm neue Leser und Abonnenten. Er schloss sich keiner politischen Partei an, unterstützte aber in den Wahlkämpfen zum Deutschen Reichstag den liberalen Frankfurter Abgeordneten Leopold Sonnemann und die Deutsche Volkspartei.
Bei seinem Tod am 28. März 1891 war Stoltze der populärste und nach Johann Wolfgang von Goethe berühmteste Frankfurter.
Stoltzes Grab befindet sich auf dem Frankfurter Hauptfriedhof, Gewann J 306.

## Nachlass und Nachleben
Auf Stoltzes Wunsch beauftragte die Familie den Freund und Redakteur der Frankfurter Zeitung Otto Hörth mit der Ordnung und Herausgabe des Nachlasses. Sein literarischer Nachlass, bestehend aus Manuskripten, Dokumenten, Fotos, über 650 Briefen, etwa 600 Büchern aus seiner privaten Bibliothek, einem privaten Fotoalbum und anderen persönlichen Gegenständen, wird in der Universitätsbibliothek Johann Christian Senckenberg verwahrt.
Friedrich Stoltzes Tochter Lyda Stoltze führte die Frankfurter Latern bis Ende 1891 weiter. 1892 bis zur Einstellung der Latern  im März 1893 leitete Max Hirschfeld die Redaktion.
Zu Stoltzes 200. Geburtstag 2016 fand ein großes Jubiläumsprogramm mit zahlreichen Ausstellungen, Lesungen, Vorträgen, Theateraufführungen und einem Festakt im Kaisersaal statt.

## Die Familie
Sein unehelicher Sohn Carl Adolph aus der Verbindung mit Christine Retting wuchs nach dem Tod der Mutter bei seiner Großmutter Anna Maria Stoltze auf. Erst mit 22 Jahren konnte er 1864 den Namen seines Vaters annehmen; unter dem Namen Adolf Stoltze wurde er ein berühmter Bühnendichter in seiner Vaterstadt. Unter anderem schuf er den Schwank Alt-Frankfurt, in dem er der Gesellschaft der Freien Stadt ein Denkmal setzte. Er starb hochbetagt am 19. April 1933 in Frankfurt.
Aus Friedrich Stoltzes Ehe mit Mary Messenzehl entstammten folgende Kinder:
- Friedrich Richard (* 31. August 1846; † 6. November 1846)
- Heinrich (* 16. April 1848; † 6. September 1872 in Commerce, Missouri). Heinrich wanderte 1868 nach Amerika aus. Er arbeitete zunächst auf einer Farm in der Nähe von Cleveland, zog dann als Gelegenheitsarbeiter über 150 Meilen zu Fuß nach St. Louis. Dort pachtete er 1871 eine 80 Acres große Farm von Lisette Dick, mit deren Nichte er sich verlobte. Er wollte dort Zuckerrohr anbauen und Hühner züchten, starb aber bald schon an einem Lungenleiden.
- Christian Ernst, * 24. Mai 1849; † 23. November 1849. Friedrich Stoltze schrieb: Hätt'st bei uns bleiben sollen, uns Glück und Trost zu sein, hast aber werden wollen ein liebes Engelein.
- Lyda (* 20. Juli 1850; † 27. Januar 1930). Die älteste Tochter war nach dem Kosenamen von Stoltzes erster Geliebter benannt. Sie hatte, wie ihre jüngeren Schwestern, eine sehr enge Beziehung zu ihrem Vater und blieb zeitlebens unverheiratet. Lyda wurde Lehrerin in Lüttich und später Privatlehrerin bei der Familie Guaita. Lyda kümmerte sich maßgeblich um Stoltzes Nachlass und sein Nachleben und übergab 1926/27 einen ersten Teil an die damalige Stadtbibliothek Frankfurt
- Christian (* 1851; † 24. Dezember 1854). Stoltze widmete dem an Heilig Abend verstorbenen Dreijährigen ein berührendes  Gedicht.
- Ferdinand (* 14. Oktober 1853; † Dezember 1853)
- Laura (* 28. Mai 1855; † 5. September 1945). Die zweite Tochter war möglicherweise nach Laura Sigismund benannt, mit der Stoltze nach dem Tod seiner Geliebten und vor der Rückkehr nach Frankfurt eine kurze Beziehung unterhielt.  Laura übergab den restlichen, größeren Teil des  Nachlasses ihres Vaters Friedrich Stoltze 1936 der Frankfurter Stadtbibliothek und dem Historischen Museum.
- Molly (* 1856; † 10. Januar 1910). Als einzige Tochter verheiratete sie sich, und zwar 1886 mit dem Franz Schreiber (1850–1901), der als Redakteur für die Frankfurter Latern und für die Kleine Presse arbeitete. Ihre Söhne Friedrich und Eduard waren Stoltzes einzige Enkel aus der Ehe mit Mary, es gab jedoch weitere, die Kinder seines o.a. außerehelichen Sohnes Adolf Stoltze.
- Alice (* 24. Januar 1858; † 1926)
- Hermann (* 17. Januar 1860 in Königstein im Taunus; † 1899 in Tübingen) wurde kurz vor Stoltzes überstürzter Flucht aus Königstein geboren. Er entwickelte sich zum Sorgenkind unter Stoltzes Söhnen, der ihm seine Unzuverlässigkeit vorhielt. Er neigte zum Alkoholismus und brach mehrere Lehren ab, bis er schließlich eine Ausbildung als Landschaftsgärtner in Hanau abschloss. 1883 zog er nach London, um sich dort selbständig zu machen. Später besserte sich das Verhältnis zum Vater wieder, zumal sich auch bei Hermann der berufliche Erfolg einstellte. Er starb als Obergärtner in Tübingen.
- Friedrich (* 6. Juni 1861; † 16. März 1880 in Fluntern, Zürich). Friedrich war Stoltzes Lieblingssohn. Er besuchte die Musterschule in Frankfurt und studierte Mathematik in Karlsruhe und an der ETH Zürich. Er galt als außerordentlich begabt, starb aber schon kurz nach dem Beginn seines Studiums an Typhus. Sein Tod traf den Vater schwer. Er schrieb zwei Monate später: Nicht alle sind tot, deren Hügel sich hebt! Wir lieben, und was wir geliebet, das lebt. Das lebt, bis uns selber das Leben zerrinnt. Nicht alle sind tot, die begraben sind. Diese Worte stehen auch auf Stoltzes Grabstein auf dem Frankfurter Hauptfriedhof eingemeißelt.

## Wohnungen
Friedrich Stoltze ist in seinem 74-jährigen Leben 24 mal innerhalb Frankfurts umgezogen. Nach dem Wegzug aus dem Rebstock wohnte er mit seiner verwitweten Mutter zunächst in der Schnurgasse, später in Bornheim und in der Schäfergasse. Nach seiner Rückkehr aus Thüringen nahm er sich zunächst eine Dachwohnung in der Tollgasse (heute Börsenstraße), dann in der Großen Friedberger Straße.
Nach der Hochzeit mit Mary Messenzehl wohnte die Familie in der Große Bockenheimer Straße, später in der Papageigasse und in der Klostergasse, wo 1852 die erste Krebbelzeitung erschien. In den 1850er Jahren zog die Familie hinaus in den damals noch ländlichen Röderbergweg, später wohnte sie wieder in der Stadt: Am Schaumainkai, im Bornwiesenweg, an der Pfingstweide und im Sandweg.
Nach seiner Rückkehr aus dem Exil 1866 fand er für ein Jahr Unterkunft im Zickwolffschen Landhaus auf dem Mühlberg, das ihm der Frankfurter Bankier Heinrich Bernhard Rosenthal zur Verfügung stellte. Schon ein Jahr später zog er in den Bäckerweg, 1869 in die Unterlindau 10 und schließlich 1873 auf Vermittlung des Barons Rothschild in das Stoltzehäuschen im Grüneburgweg 128. Das klassizistische Gartenhaus der Rothschilds wurde 1930 für den Bau des I.G.-Farben-Hauses abgerissen.

## Frankfurt-Gedicht

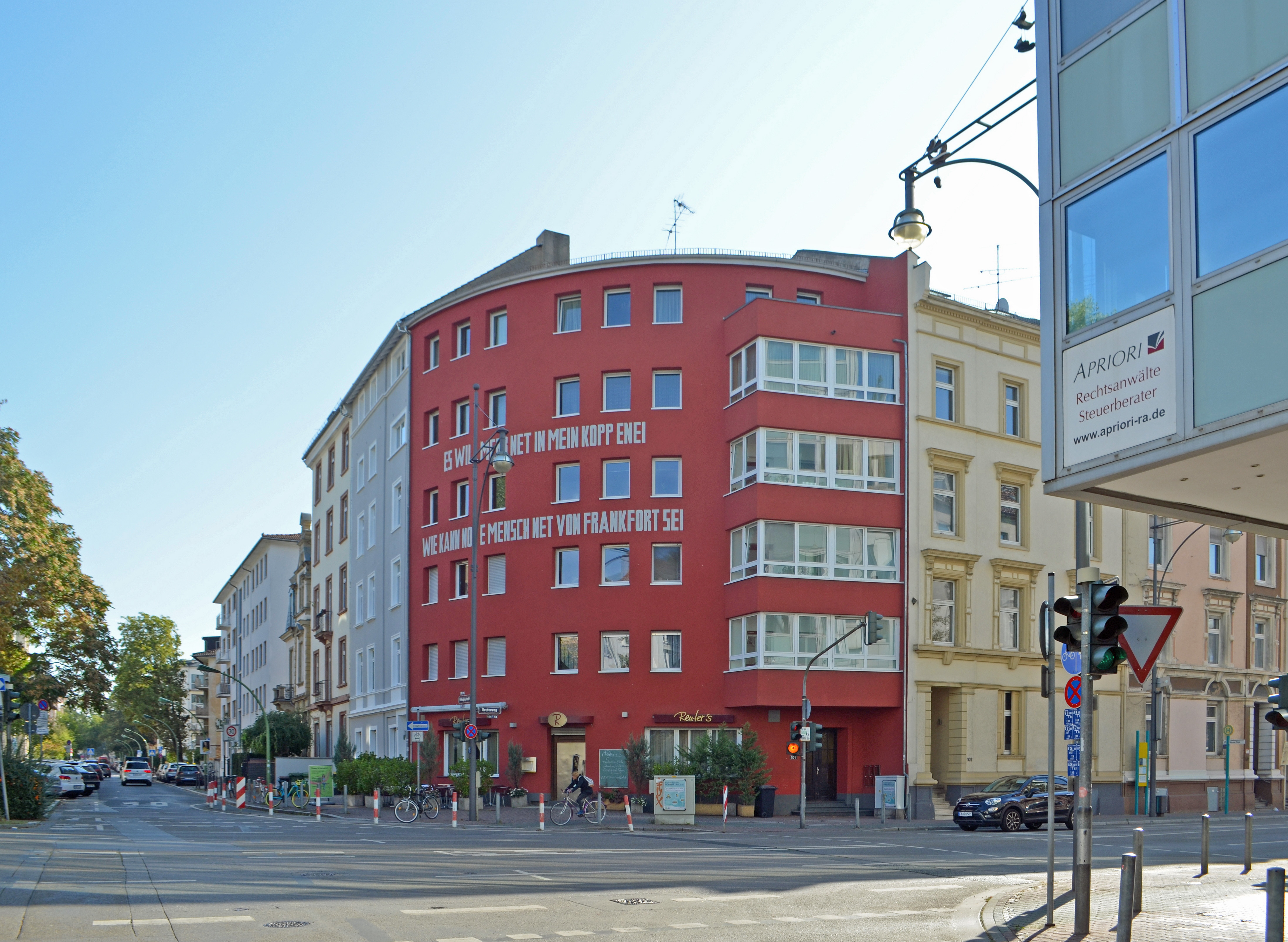
Frankfurt-Gedicht auf der Fassade von Haus Reuterweg 104 in Frankfurt

Sein bekanntestes Gedicht Frankfurt erschien 1880, um die Besucher des fünften Deutschen Turnfestes in Frankfurt zu begrüßen. Es ist ein Loblied auf die Vaterstadt, das gerade wegen seines unverkennbar ironischen Untertons bis heute das beliebteste Frankfurt-Gedicht geblieben ist. Vor allem seine Anfangszeilen werden häufig zitiert:
Es is kaa Stadt uff der weite Welt,
die so merr wie mei Frankfort gefällt,
un es will merr net in mein Kopp enei:
wie kann nor e Mensch net von Frankfort sei!?

## Preise und Auszeichnungen nach Stoltze
- Der Frankfurter Bürger Johannes Lueg stiftete den Friedrich-Stoltze-Preis, der von 1978  bis 2016 alle zwei Jahre vom Verein der Freunde Frankfurts an Personen verliehen wurde, die sich um das kulturelle Erbe der Stadt besonders verdient machten. Seit 2018 wird der Stoltze-Preis gemeinsam von der Stiftung Giersch  und der Stiftung der Frankfurter Sparkasse weitergeführt. Unter den Preisträgern des Stoltze-Preises waren bisher unter anderem Liesel Christ, Lia Wöhr, Johann Philipp von Bethmann, Jutta W. Thomasius, Robert Gernhardt, Hans Traxler und Michael Quast.
- Seit 1985 verleiht die Vereinigung Frankfurter Latern, die an Stoltzes gleichnamiges Hauptwerk erinnert, den Laternenpreis an Persönlichkeiten, die sich in der Tradition des Frankfurter Mundartautors, Journalisten und Satirikers Friedrich Stoltze auf ganz unterschiedliche Weise verdient gemacht haben. Unter anderem wurden der Regisseur Wolfgang Kaus und der Schauspieler Hans Zürn geehrt, die „die Arbeit der Stoltze-Vereinigung unterstützt und akustisch ergänzt haben. Mit Ihren Stoltze-Programmen und Revuen haben Sie Stoltzes Werke hörbar gemacht und vom Staub zwischen zwei Buchdeckeln befreit.“
- Nach Stoltze sind die Stoltzestraße in der östlichen Frankfurter Innenstadt und die Stoltzeschneise im Frankfurter Stadtwald zwischen Oberschweinstiege und Goetheturm benannt.
- Seit 1992 heißt ein bis dahin namenloser Platz in der Frankfurter Innenstadt zwischen Katharinenkirche und Holzgraben Friedrich-Stoltze-Platz. Auf dem Platz befand sich von 1981 bis 2016 der Stoltze-Brunnen aus dem Jahr 1895, der im September 2017 im Rahmen des Dom-Römer-Projektes auf dem Hühnermarkt, seinem ursprünglichen Standort, wieder aufgestellt wurde.
- Die Friedrich-Stoltze-Schule in Frankfurt war von 1934 bis 2010 eine Grund- und Hauptschule in der Seilerstraße am Friedberger Tor. Sie wurde mit der Gerhart-Hauptmann-Schule zur Ludwig-Börne-Schule zusammengeführt. Das ehemalige Schulgebäude steht seitdem leer.
- Die Friedrich-Stoltze-Schule ist eine Haupt- und Realschule in Königstein im Taunus. Sie ist seit 1997 nach dem Dichter benannt.

## Stoltze-Museum
1978 richtete die damalige Stadtsparkasse Frankfurt, eines der Vorgängerinstitute der heutigen Frankfurter Sparkasse, das Stoltze-Museum im ehemaligen Schönborner Hof in der Töngesgasse 34–36 ein. Zu den Exponaten gehörten Bilddokumente, Texte und Möbel aus seinem Nachlass und dem seines Sohnes Adolf Stoltze. 2010 wurde anlässlich des 150. Jahrestages der Latern im Museum eine Ausstellung mit dem Titel Und sie brennt doch! gezeigt. Es folgte im gleichen Jahr eine Ausstellung über die beiden letzten Jahre der Frankfurter Latern, bevor sie am 25. März 1893 eingestellt wurde. 2013 folgte eine Ausstellung über Heinrich Keller (1816–1884), den Frankfurter Verleger Stoltzes. Inzwischen konnten knapp 90 Sonderausstellungen im Stoltze-Museum gezeigt werden.
Nach dem Auszug aus dem Renaissanceturm konnte das Stoltze-Museum vorübergehend die Galerie im Kundenzentrum der Frankfurter Sparkasse in der Neuen Mainzer Straße nutzen. Dort war auch 2016 die große Jubiläumsausstellung zum 200. Geburtstag Friedrich Stoltzes zu sehen.
2019 bezog das Stoltze-Museum neue Räumlichkeiten in der Neuen Altstadt im Haus Weißer Bock (Markt 7) und im Hinterhaus der Goldenen Waage. Das Museum wird von der Frankfurter Sparkasse getragen und von der Stiftung der Frankfurter Sparkasse unterstützt. Neben einer Dauerausstellung zu Leben und Werk Friedrich Stoltzes sind im Kaminzimmer der Goldenen Waage originale Möbel und Gegenstände aus seinem Haushalt ausgestellt. In zwei Räumlichkeiten im dritten Obergeschoss des Museums werden wechselnde Sonderausstellungen gezeigt. Das Museum liegt genau gegenüber dem Hof Rebstock am Markt, wo sich Stoltzes Geburtshaus befand, und vis-à-vis dem Hühnermarkt mit dem Stoltze-Brunnen.

## Werke

### Zu Lebzeiten erschienene Werkausgaben
- Gedichte in hochdeutscher Mundart, Verlag Heinrich Keller, Frankfurt am Main 1862
- Gedichte in Frankfurter Mundart in zwei Bänden, Verlag Heinrich Keller, Frankfurt am Main 1865/1871
- Gedichte in Frankfurter und hochdeutscher Mundart, Verlag Heinrich Keller, Frankfurt am Main 1871
- Novellen und Erzählungen in Frankfurter Mundart, (Zwei Bände), Verlag Heinrich Keller, Frankfurt am Main 1880/1885

### Spätere Ausgaben
- Gesammelte Werke von Friedrich Stoltze. Hg. von Otto Hörth. 5 Bände. Frankfurt am Main: Heinrich Keller, 1892 ff.
- Vermischte Schriften. Heinrich Keller, Frankfurt am Main 1896.
- Fritz Grebenstein (Hrsg.): Friedrich Stoltze, Werke in Frankfurter Mundart. 4. Auflage. Waldemar Kramer, Frankfurt am Main, 1990, ISBN 3-7829-0394-3.
- Henriette Kramer (Hrsg.): Die schönsten Dichtungen in Frankfurter Mundart. 5 Bände. Waldemar Kramer, Frankfurt am Main, 1997–1998, ISBN 3-7829-0472-9/ISBN 3-7829-0473-7/ISBN 3-7829-0483-4/ISBN 3-7829-0484-2/ISBN 3-7829-0485-0.